# کلرید قلع (II)
کلرید قلع (II) (به انگلیسی: Tin(II) chloride) با فرمول شیمیایی SnCl۲ یک ترکیب شیمیایی است. که جرم مولی آن ۱۸۹٫۶۰ g/mol می‌باشد. شکل ظاهری این ترکیب، جامد بلوری سفید است.